# Réactif de Melzer
Pour les articles homonymes, voir Melzer.
Le réactif de Melzer ou solution de Melzer est un réactif à base d’iode, d’iodure de potassium, d’hydrate de chloral et d’eau, utilisé en mycologie pour identifier des espèces de champignons.
Il permet d’abord de mieux observer la structure des cellules en faisant ressortir les parois et les cloisons cellulaires. Il permet ensuite de connaître le contenu des spores. En effet, en présence d’amidon les grains se colorent en gris bleu ardoise, voire noire (cellules amyloïdes), en présence de dextrines les cellules se colorent en brun rouge (cellules dextrinoïdes), en l’absence des deux les cellules se colorent en jaune brun (cellules iodonégatives).
Il est utilisé notamment pour identifier les spores de russules et les agarics.